# Porta Quirinal
Porta Quirinal (em latim: Porta Quirinalis) era uma das três portas de acesso ao monte Quirinal através da Muralha Serviana, juntamente com a Porta Salutar e a Porta Sanqual. Era a mais setentrional das três e ficava nas imediações da moderna Piazza Barberini, perto do cruzamento da Via delle Quattro Fontane e a Via dei Giardini. 

## Nome
Seu nome é uma referência um templo dedicado a Quirino, a versão deificada de Rômulo, e uma importante divindade do panteão romano. Sua importância era tamanha que, antes do santuário e do altar dedicado a ele, ainda no templo da monarquia, a colina inteira era dedicada a ele.
A conformação orográfica da colina na encosta ocidental era, na realidade, tão íngreme que no local não havia necessidade de portas ou de vias de acesso. Suficiente era a construção, no máximo, de um parapeito. O nível original do vale abaixo do escarpado era, na realidade, uns onze metros abaixo do atual nível da rua na Piazza Barberini e a diferença em altura com o cume da colina, que naquele ponto atingia seu nível mais alto, era de cerca de 25 metros. A estrada que levava do cume até a porta, seguindo o trajeto da moderna Via delle Quattro Fontane (que ainda apresente um considerável aclive), era, portante, bem íngreme, como atestam as escavações arqueológicas e os estudos geológicos.
A abertura desta via, provavelmente de tráfego difícil, se revelou necessária para o posterior desenvolvimento urbanístico do quarteirão, pois ligou o vale com o cume do Quirinal, onde passava uma importante estrada romana conhecida como Alta Semita (que, a grosso modo, coincide com a moderna Via del Quirinale), que levava até a Porta Colina.